# 卡林卡
48°30′17″N 28°22′16″E / 48.50472°N 28.37111°E
卡林卡（烏克蘭語：Калинка），是烏克蘭的村落，位於該國西南部文尼察州，由圖利欽區負責管轄，始建於1800年，面積0.67平方公里，海拔高度249米，2001年人口278，人口密度每平方公里414.93人。